# Fredric Jameson
Fredric Jameson (14. dubna 1934, Cleveland, Ohio – 22. září 2024 Durham, Severní Karolína) byl americký filozof, politolog a literární teoretik marxistické orientace, profesor literatury na Duke University. Je žákem Ericha Auerbacha, znám je především svými analýzami postmodernismu, k nejznámějším patří kniha Postmodernismus neboli kulturní logika pozdního kapitalismu (Postmodernism: The Cultural Logic of Late Capitalism, 1991).
V počátcích své tvorby se věnoval zejména Jean-Paul Sartrovi, později se obrátil k marxistické kulturní teorii, ovlivnilo ho zejména dílo Theodora Adorna, na Kalifornské univerzitě v San Diegu založil Marxist Literary Group. Na konci 80. a začátku 90. let napsal své nejvlivnější práce o postmodernismu, později se věnoval například problematice utopií a science fiction, vrátil se také k textům klasiků, Hegela a Marxe.

### České překlady
- Postmodernismus neboli kulturní logika pozdního kapitalismu. Přel. O. Sixtová a J. Šebek. Praha: Rybka/SOK 2016.